# Убийство Ибрагима Акила
Убийство Ибрагима Акила и командного состава подразделения сил Радвана (сил специальных операций военизированной террористической организации «Хезболла»), также известное как авиаудар по Бейруту 20 сентября 2024 года — это авиационный удар и точечная ликвидация Военно-воздушных силы Израиля 20 сентября 2024 года, в результате которого был убит исполняющий обязанности командующего военным подразделением «Хезболлы» Ибрагим Акил, а также высокопоставленные должностные лица сил Радвана и оперативного крыла Хезболлы. Атака была осуществлена в 15:45 в Харет-Хрейке, в пригороде района Дахия, к юго-востоку от столицы Ливана — Бейрута, в рамках операции Войны Израиля с «Хезболлой»; Ибрагим Акил стал вторым (после Фуада Шукра) крупным командиром «Хезболлы», ликвидированным Израилем в ходе этой войны.

### Комментарии
1. ↑  «Хезболла» признана террористической организацией в США[3], Великобритании[4], Канаде[5], Австралии[6], Нидерландах[7], Чехии[8], Германии[9][10], Австрии[8], Швейцарии[8], Эстонии[11], Литве[12], Сербии[13], Словении[14], Израиле[15], Аргентине[16][17], Колумбии[18], Гватемале[19], Гондурасе[18][20] и Парагвае[21]. Её военное крыло также признано террористической организацией в ЕС[22], Франции[23], Новой Зеландии[24] и Республике Косово[25].